# Muaradua (Kadudampit)
Muaradua is een bestuurslaag in het regentschap Sukabumi van de provincie West-Java, Indonesië. Muaradua telt 4587 inwoners (volkstelling 2010).